# Станчики (село)
Станчики (пол. Stańczyki, нім. Staatshausen) — село в Польщі, у гміні Дубенінки Ґолдапського повіту Вармінсько-Мазурського воєводства.